# Odžak (gmina Višegrad)
Odžak (cyr. Оџак) – wieś w Bośni i Hercegowinie, w Republice Serbskiej, w gminie Višegrad. W 2013 roku liczyła 4 mieszkańców.